# Ceratophallus kisumiensis
Ceratophallus kisumiensis es una especie de molusco gasterópodo de la familia Planorbidae en el orden de los Basommatophora.

## Distribución geográfica
Se encuentra en Kenia Tanzania y en Uganda.

## Hábitat
Su hábitat natural son: lagos naturales de agua dulce.